# Honschaft Limminghoven
Die Honschaft Limminghoven war im Mittelalter und der Neuzeit eine Honschaft im Kirchspiel und Gerichtsbezirk Wald innerhalb des bergischen Amts Solingen. Sie umfasste einen kleinen Teil des Solinger Stadtgebiets in den heutigen Stadtteilen Wald, Merscheid und Ohligs.
Die Honschaft bestand bereits um das Jahr 1220, als Graf Engelbert von Berg seine Grafschaft Berg in Gerichtsbezirke aufteilte. Die Honschaft Limminghoven war bereits zu dieser Zeit eine von acht Honschaften des Kirchspiels Wald, das zugleich ab dieser Zeit einen Gerichtsbezirk bildete. Auch im Hebebuch des Solinger Rentmeisters Wilhelm Waßmann aus dem Jahr 1683/84 besitzt die Honschaft ein eigenes Kapitel. Die Honschaft war auch noch gegen Ende des 18. Jahrhunderts Teil des Gerichts und Kirchspiels Wald.
Bei der französischen Besetzung zu Beginn des 19. Jahrhunderts und Gründung des Großherzogtums Berg wurde die Honschaft Limminghoven zunächst als eine Gemeinde der Mairie Wald im Kanton Solingen zugewiesen.
Die Honschaft umfasste zu keiner Zeit einen größeren geschlossenen Gebietsbereich und trat auch in den Folgejahren nicht mehr in Erscheinung. Die restlichen Wohnplätze der Honschaft Limminghoven, darunter auch der Titularort Limminghofen, wurden bereits im ersten Drittel des 19. Jahrhunderts in den preußischen Ortsregistern nur noch als Wohnplätze der Nachbarhonschaften Schnittert und Barl gelistet, in denen sie offenbar restlos aufging.